# Pleśno, Lubusz
Pleśno (germană Plesse, în Limba sorabă: Plesno) este un sat în Polonia, situat în Voievodatul Lubusz, în județul Krosno, în orașul Gubin.  În anii 1975-1998 cătunul aparținea administrativ de Zielona Gora.  Înainte de 1945, satul era parte din Germania.
În trecut localitatea se numea Pleśno - Bezki, germană Beesgen - Plesse, în anul 1928 documentele menționând doar Plesse. Pentru prima dată, așezarea se numea în anul 1527, Beesgen, sau sub numele german Klein Besitz. Numele de Plesse (Plesowe) există încă din anul 1357 ca parte a satului. Probabil că cele două părți ale localității de astăzi purtau nume de origine slavă. Proprietarii acestui sat au fost Beesgen și succesiv von Sehlstrang, von Polenz, von Kleist și Pleśna von Dalwitz, von Breitenbach, von Carlsburg și von Zawadski.
13 000 de soldați staționat aici în timpul Marelui Război al Nordului din jurul orașului Guben petrecut în anul 1700.
Separate de un râul Lubsza așezările Pleśno și Beesgen au facut parte din diferite parohii. Pleśno a fost supusă bisericii din Guben, și Beesgen de Stargardt (Stargard).
În 1948 s-a început să se dezvolte planul de dezvoltare locală și reglementările de utilizare a terenurilor. Suprafața totală de teren a fost de 480.62 hectare din care 309.44 de hectare erau folosite. În 1952, satul avea 25 de gospodării și o populație de 139 de persoane. A fost pusă în anul 1999 spre folosire rețeaua de apă în lungime de 3 km.